# Need for Speed: Rivals
Need for Speed: Rivals è un videogioco open world di corse di genere arcade, sviluppato da Ghost (precedentemente conosciuto come EA Gothenburg). È il ventesimo capitolo della lunga serie Need for Speed. Il gioco è stato pubblicato per Microsoft Windows, PlayStation 3 e Xbox 360 il 19 novembre 2013 e successivamente per PlayStation 4 e Xbox One. A fine 2014 è stato reso disponibile Need for Speed Rivals Complete Edition contenente tutti i DLC usciti nel tempo per Need for Speed: Rivals. Il motivo di questa pubblicazione è stato un periodo di pausa per il brand per concentrarsi meglio sul successore.

## Modalità di gioco
Need for Speed: Rivals è caratterizzato da un gameplay simile a Hot Pursuit. I giocatori possono ricoprire il ruolo di un pilota o di un poliziotto, ognuno dei quali prevede una propria serie di sfide, rischi e benefici. Rivals è caratterizzato da undici gadget potenziabili come PGA, onde d'urto e la possibilità di chiamare in posti di blocco. Il gioco si svolge nell'immaginario di Redview County, un'area open-world che è ospite di scontri tra polizia e pirati della strada.
L'open-world è molto simile a quello di Most Wanted. Rivals è dotato di un sistema di meteo dinamico e di un nuovo social-system chiamato AllDrive, questo permette ai giocatori di impegnarsi in modalità cooperativa, oppure di giocare uno contro l'altro. Torna ufficialmente la Ferrari nel franchise per la prima volta da Need for Speed: Hot Pursuit 2 nel 2002.

## Colonna sonora
Come nei precedenti titoli di Need for Speed, la colonna sonora di Rivals contiene una varietà di musica autorizzata. Comprende principalmente musica elettronica (inclusi dubstep ed elettronica), electropop e hip hop. Rivals contiene anche una musica pursuit composta da Vanesa Lorena Tate.
| Traccia | Artista                                  | Canzone                              |
| ------- | ---------------------------------------- | ------------------------------------ |
| 1       | Bastille                                 | "Pompeii" (Kat Krazy Remix)          |
| 2       | Binary                                   | "Dynamo"                             |
| 3       | Brick + Mortar                           | "Bangs"                              |
| 4       | Brick + Mortar                           | "Locked In a Cage"                   |
| 5       | Chris Lake                               | "Goodbye"                            |
| 6       | Cole Plante featuring Perry Farrell      | "Here We Go Now"                     |
| 7       | Cole Plante featuring Cameron the Public | "Howling"                            |
| 8       | Congorock featuring Nom De Strip         | "Minerals"                           |
| 9       | Destroid                                 | "Put It Down"                        |
| 10      | Feed Me                                  | "Rat Trap"                           |
| 11      | Fenech-Soler                             | "Magnetic"                           |
| 12      | Flux Pavilion featuring Steve Aoki       | "Steve French"                       |
| 13      | Garmiani                                 | "Rumble"                             |
| 14      | Gary Numan                               | "I Am Dust"                          |
| 15      | Haezer featuring Tumi                    | "Troublemaker"                       |
| 16      | Helmut Kraft & Miss Brown                | "Manoir III Ghost Mix (Clichy)"      |
| 17      | Helmut Kraft & Miss Brown                | "Manoir II (Wraith Mix)"             |
| 18      | Helmut Kraft & Miss Brown                | "Veyron 1001"                        |
| 19      | Hyper featuring Shirt                    | "Live Forever"                       |
| 20      | I Am Legion                              | "Make Those Move"                    |
| 21      | K.Flay featuring Danny Brown             | "Hail Mary"                          |
| 22      | Knife Party                              | "EDM Death Machine"                  |
| 23      | Linkin Park                              | "Castle of Glass" (M. Shinoda Remix) |
| 24      | Madeon                                   | "Technicolor" (Club Extended Mix)    |
| 25      | Manufactured Superstars                  | "Angry Panda"                        |
| 26      | Mystery Skulls                           | "Paralyzed"                          |
| 27      | RDGLDGRN                                 | "Double Dutch"                       |
| 28      | RDGLDGRN                                 | "Lootin' In London"                  |
| 29      | The Bloody Beetroots featuring Junior    | "Albion"                             |
| 30      | The Naked and Famous                     | "Bright Lights"                      |
| 31      | The Qemists                              | "No More"                            |
| 32      | Walking Def featuring Virus Syndicate    | "Let Me Show You"                    |
| 33      | X Ambassadors                            | "Love Songs Drug Songs"              |
| 34      | X Ambassadors                            | "Shining"                            |

## Trofei
La versione PS4/PS3 del gioco contiene 26 trofei, di cui uno platino.
La versione Xbox 360/Xbox One presenta 26 obiettivi.